# Sojoez (raket)

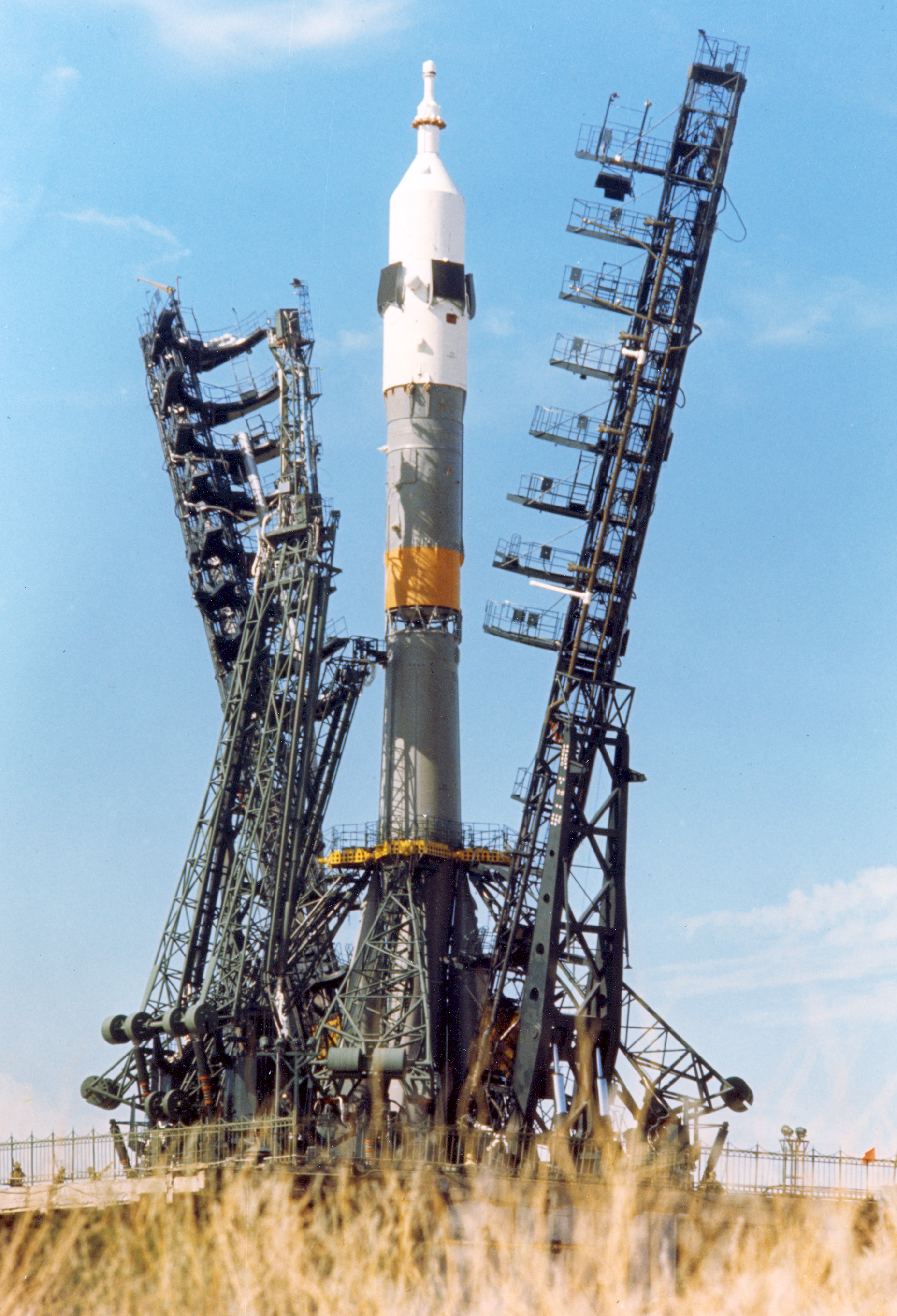
Sojoezraket op lanceerinrichting in Baikonoer voor een bemande vlucht naar het ISS

De Sojoezraket (Russisch: Союз, unie) is een Russische draagraket.
De eerste Sojoezraket werd in 1966 gebouwd en was gebaseerd op de R7-raket, die werd gebruikt voor het lanceren van de Vostokruimtevaartuigen. In het begin van de jaren 80 werden jaarlijks 60 Sojoezraketten gebouwd. In 2004 waren er al meer dan 1700 Sojoez-raketten gelanceerd, waarmee dit een van de succesvolste rakettypen aller tijden is.

## Ontwerp
De basis-uitvoering is een drietrapsraket:
1. De vier hulpraketten worden samen de eerste trap genoemd.
2. De langere centrale trap die gelijktijdig met de hulpraketten start maar langer brandt, is tot het afwerpen van de hulpraketten onderdeel van de eerste trap en geldt daarna als de tweede trap.
3. Daar bovenop zit de derde trap die de vracht tot in de ruimte brengt.
4. Bij de Molnijavariant die in juli 1998 verscheen, is de Fregat een kleine extra (vierde) rakettrap die in de neuskegel geplaatst wordt om satellieten met extra extra hoogte of snelheid in hun baan af te zetten. Met deze nieuwe variant kan tot wel 6450 kg aan vracht in een geostationaire baan worden gebracht. De Fregat wordt ook wel aan de Zenit-raket toegevoegd.

Wat lanceercapaciteit betreft is de Sojoez een lichte medium-lift-draagraket vergelijkbaar met de Amerikaanse Delta II en Antares en de Indiase GSLV mkIII. De Zenit en de Proton zijn Ruslands krachtiger draagraketten. De Rokot is minder zwaar.

### Varianten
In de loop der tijd is het ontwerp van de Sojoez een aantal keer aangepast en gemoderniseerd. Dit resulteerde in de Sojoez-varianten:
- Sojoez 11A511 (1966-1975)
- Sojoez-L 11A511L (1970-1971)
- Sojoez-M 11A511M (1971-1976)
- Sojoez-U 11A511U (1973-2017)
- Sojoez-U2 11A511U2 of 11A511K (1982-1995)
- Sojoez-FG 11A511U-FG (2001-2019)
- Sojoez-2 14A14
  - Sojoez-2-1a (sinds 2004)
 Sojoez ST.a (Arianespace sinds 2011)
  - Sojoez-2-1b (sinds 2006)
 Sojoez ST.b (Arianespace sinds 2011)
  - Sojoez-2-1V (sinds 2013 ook wel Volga genoemd)

De Molniya-M (1964-2010) was sterk verwant aan het Sojoez-ontwerp. De Sojoez-U2 gebruikte als enige Sojoez-variant geen RP-1 (raketkerosine) maar Syntin als brandstof. De Sojoez-MS-capsules werden tot 2019 met de Sojoez-FG gelanceerd. De Progress-MS wordt gelanceerd met een Sojoez-2-1a. Sinds vlucht Sojoez MS-16 (april 2020) voert de Sojoez-2-1a ook de bemande vluchten uit.
Tot de invoering van de Sojoez-2-raketten konden Sojoezraketten geen rolbeweging  (draai om de lengteas) maken. Daarom werd de raket met lanceerinstallatie en al in de lanceerrichting gedraaid waardoor een oriëntatierol niet nodig was.

## Toepassingen
In de beginjaren werd de Sojoezraket vooral gebruikt voor het lanceren van Sojoezruimtecapsules. Later werd de raket ook gebruikt voor andere toepassingen, waaronder het lanceren van satellieten en van Progressruimtevaartuigen. Voor transportvluchten naar Mir werd de Sojoezraket ook gebruikt. Vanaf 1997 werden de Sojoezraketten ook gebruikt voor het lanceren van satellieten van de ESA en andere commerciële toepassingen. Voor de lancering van de Europese Mars Express is gebruikgemaakt van een Sojoezraket. Voor de bevoorrading en het vervoeren van bemanningen van en naar het Internationaal ruimtestation ISS wordt ook veelvuldig gebruikgemaakt van Sojoezraketten. Na de ramp met ruimteveer Columbia in 2003, waarna de Shuttlevluchten volledig stillagen, was de Sojoezraket het enige beschikbare transportmiddel. Ook de Nederlandse ruimtevaarder André Kuipers en Belgische ruimtevaarder Frank De Winne zijn aan boord van een Sojoezraket naar het ISS gereisd.
Ook werd op 28 december 2005 met behulp van een Sojoez de eerste satelliet uit het GIOVE-programma (Galileo In-Orbit Validation Element) in een baan rond de aarde gebracht.
Tussen 2011 en februari 2022 lanceerde Arianespace naar ESA-eisen aangepaste Soejoez 2-1a en 2–b-raketten vanaf het Centre Spatial Guyanais in Frans-Guyana. Deze Sojoez ST-a en ST-b, ook wel als “euro-Sojoez” aangeduid, zit qua vrachtcapaciteit tussen Arianespace’ Ariane 5 en de Vega in. Arianespace wil de Sojoez op den duur vervangen door krachtiger varianten van de Vega (Vega C en Vega E) en de lichtste uitvoering van de Ariane 6.
Na de Russische invasie van Oekraïne sinds 2022 trok Rusland zijn personeel van de lanceerbasis in Frans-Guyana terug. De voorraad Soejoez-raketten in de opslag van Arianespace zijn daardoor niet meer te lanceren.

## Nieuwe ontwikkelingen

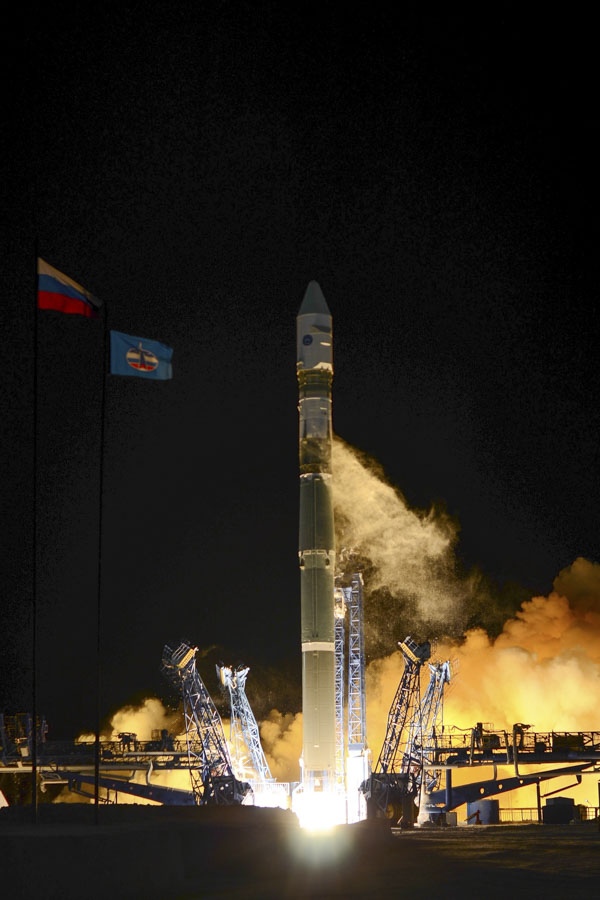
Sojoez 2-1v

Het hoofd van de Russische ruimtevaartorganisatie Roskosmos, Anatoli Perminov, kondigde in augustus 2007 een grondige modernisering aan van de toenmalige Sojoez-transportraketten. Het nieuwste type raket is de Sojoez-2 en wordt sinds 2006 gebruikt.
De Sojoez 2-1v is een Sojoezraket zonder de vier hulpraketten, die voor lichtere missies bedoeld is. De eerste trap is uitgerust met een krachtiger NK-33 in plaats van een RD-108A als hoofdmotor. In 2013 werd de eerste Sojoez 2-1v gelanceerd.

## Opvolger
In Rusland wordt anno 2020 aan drie draagraketten gewerkt die mogelijk de taken van de Sojoez en andere Russische raketten overnemen.
De Angara is een modulair opgebouwde raketfamilie die in verschillende configuraties voor de meeste medium- en heavy-lift-lanceringen gebruikt kan worden. Het het nieuwe Russische ruimteschip Orjol (eerder Federatia) gebruikt waarschijnlijk de Angara 5P. Er zijn in 2014 twee testvluchten met Angara-raketten geweest. Daarna liep de ontwikkeling grote vertraging op. De Angara’s zouden in 2020 of 2021 in gebruik moeten worden genomen.
De Irtysj-raket die in ontwikkeling is moet qua kracht en techniek de opvolger van de Zenit-raketten worden. In eerdere plannen moest de Yrtisj het nieuwe bemande Russische ruimtevaartuig Orel lanceren en daarmee qua functionaliteit de Sojoez opvolgen. In 2019 werd echter weer voor de Angara die waarschijnlijk eerder gereed is gekozen. De twee-of-drie-trapsraket zal de RD-171MV als hoofdmotor van de eerste trap gebruiken. De Irtysj, eerder bekend onder de naam Sojoez 5, wordt op zijn vroegst in 2022 in gebruik genomen.
In 2020 presenteerde Roskosmos het concept voor de Amoer. De eerste trap van deze 55 meter lange raket zal net als de Falcon 9 propulsief op een schip kunnen landen maar niet terug naar land kunnen vliegen. Als brandstof zal deze methaan gebruiken. Op vrijgegeven afbeeldingen is te zien dat de eerste trap met vijf hoofdmotoren wordt uitgerust. De Amoer moet 12,5 ton in een lage baan om de Aarde kunnen brengen. Roskosmos gaf 2026 als doeljaar voor de eerste lancering.